# Roure (Alpes-Maritimes)
Pour les articles homonymes, voir Roure.
Roure est une commune française située dans le département des Alpes-Maritimes en région Provence-Alpes-Côte d'Azur. Ses habitants sont appelés les Rourois.
C'est un village médiéval à l'architecture agro-pastorale.

## Géographie

### Localisation
Le village est situé à 1 100 m à l'entrée de la vallée de la Tinée, en lisière du Parc national du Mercantour.

### Communes limitrophes
Les communes limitrophes sont  Ilonse, Isola, Roubion et Saint-Sauveur-sur-Tinée.
| Isola           | Isola  | Isola                   |
| Roubion         | Roure  | Saint-Sauveur-sur-Tinée |
| Roubion, Ilonse | Ilonse | Saint-Sauveur-sur-Tinée |

### Géologie et relief
La superficie de la commune est de 40,30 km2 ; son altitude varie de 500  à   2 339 mètres.
Entre en 1859 et 1926, de nombreuses mines de cuivre ont été exploitées. Les difficultés d'extraction ont entraîné leur arrêt. On procède encore à des recherches géologiques sur le site de Pitaffe.
Roure est un site géologiquement intéressant car il se trouve au contact entre le permien et le trias.
Sur le territoire de la commune, on trouve :
- à Balan : bornite, covellite, hématite,
- à Pitaffe : cuivre, pyrite, cuprite, malachite, quartz,
- à Rancels : fluorine, minéralisation à plomb, zinc, uranium,
- au pont de la Tinée : hématite, limonite, malachite, quartz, pyrite,
- au Baume des Rances : blende, cérusite, cuivre gris, magnétite, quartz,
- à Tiecs : quartz, fluorine violette.

### Hydrographie
Cours d'eau sur la commune ou à son aval :
- rivière la Tinée,
- rivière La Vionène,
- 11 ruisseaux de l'ubac, de valabre, de ferroul, de longon, de vionène, de penchiniéra, du lac noir, de la sagne, de l'arcane, de rougios, de pervoux,
- vallon de mollières, du moulin,
- riou blanco.

### Climat
Pour des articles plus généraux, voir Climat de Provence-Alpes-Côte d'Azur et Climat des Alpes-Maritimes.
En 2010, le climat de la commune est de type climat des marges montargnardes, selon une étude du Centre national de la recherche scientifique s'appuyant sur une série de données couvrant la période 1971-2000. En 2020, Météo-France publie une typologie des climats de la France métropolitaine dans laquelle la commune est exposée à un climat de montagne ou de marges de montagne et est dans une zone de transition entre les régions climatiques « Var, Alpes-Maritimes » et « Alpes du sud ».
Pour la période 1971-2000, la température annuelle moyenne est de 9,9 °C, avec une amplitude thermique annuelle de 16,6 °C. Le cumul annuel moyen de précipitations est de 1 093 mm, avec 6,1 jours de précipitations en janvier et 6,7 jours en juillet. Pour la période 1991-2020, la température moyenne annuelle observée sur la station météorologique de Météo-France la plus proche, « Rimplas_sapc », sur la commune de Rimplas à 4 km à vol d'oiseau, est de 12,2 °C et le cumul annuel moyen de précipitations est de 908,8 mm. 
La température maximale relevée sur cette station est de 35,5 °C, atteinte le 23 août 2023 ; la température minimale est de −10,7 °C, atteinte le 27 février 2018,,.
Les paramètres climatiques de la commune ont été estimés pour le milieu du siècle (2041-2070) selon différents scénarios d'émission de gaz à effet de serre à partir des nouvelles projections climatiques de référence DRIAS-2020. Ils sont consultables sur un site dédié publié par Météo-France en novembre 2022.

## Urbanisme

### Typologie
Au 1er janvier 2024, Roure est catégorisée commune rurale à habitat dispersé, selon la nouvelle grille communale de densité à 7 niveaux définie par l'Insee en 2022.
Elle est située hors unité urbaine. Par ailleurs la commune fait partie de l'aire d'attraction de Nice, dont elle est une commune de la couronne,. Cette aire, qui regroupe 100 communes, est catégorisée dans les aires de 200 000 à moins de 700 000 habitants,.

### Lieux-dits, hameaux et écarts
Outre le chef-lieu, la commune contient cinq hameaux : Rougios, perdu dans la montagne, Tiecs, la Cerise, Puch et Valabres, accessible par le GR 5 où il y avait un curé et une école jusqu'en 1904.
- hameau de Tiecs,
- hameau de Rougios
- hameau de la cerise
- hameau de Puch
- hameau de Valabre[12].

### Habitat et logement
En 2020, le nombre total de logements dans la commune était de 187, alors qu'il était de 210 en 2015 et de 201 en 2010.
Parmi ces logements, 39,1 % étaient des résidences principales, 59,3 % des résidences secondaires et 1,6 % des logements vacants. Ces logements étaient pour 68,2 % d'entre eux des maisons individuelles et pour 30,7 % des appartements.
Le tableau ci-dessous présente la typologie des logements à Roure en 2020 en comparaison avec celle des Alpes-Maritimes et de la France entière. Une caractéristique marquante du parc de logements est ainsi une proportion de résidences secondaires et logements occasionnels (59,3 %) supérieure à celle du département (25,3 %) et à celle de la France entière (9,7 %).
| Typologie                                               | Roure | Alpes-Maritimes | France entière |
| ------------------------------------------------------- | ----- | --------------- | -------------- |
| Résidences principales (en %)                           | 39,1  | 66,3            | 82,1           |
| Résidences secondaires et logements occasionnels (en %) | 59,3  | 25,3            | 9,7            |
| Logements vacants (en %)                                | 1,6   | 8,4             | 8,2            |

### Planification de l'aménagement
La commune est régie par le "plan local d'urbanisme métropolitain", approuvé le 25 octobre 2019.

### Voies de communications et transports
La commune est accessible depuis Nice par la RN 202 (route nationale 202) en direction de Digne, au pont de la Mescla, puis la RD 2205, la RD 30 et la RD 130.
Le village desservi par le réseau de transport Lignes d'Azur.

### Risques naturels et technologiques
Le 2 octobre 2020, de nombreux villages des diverses vallées des Alpes-Maritimes (Breil-sur-Roya, Fontan, Roquebillière, St-Martin-Vésubie, Tende...) sont fortement impactés par un "épisode méditerranéen" de grande ampleur. Certains hameaux de la commune restent inaccessibles jusqu'à plus d'une semaine après la catastrophe et l'électricité n'a été rétablie que vers le 20 octobre. L'Arrêté du 7 octobre 2020 portant reconnaissance de l'état de catastrophe naturelle a identifié 55 communes, dont Roure, au titre des "Inondations et coulées de boue du 2 au 3 octobre 2020".
Commune située dans une zone de sismicité moyenne.

## Toponymie
La première indication du village date de 1067 sous le nom de Rora, mot peut être dérivé du latin robur qui signifie "chêne".
Le village accueillait et élevait des troupeaux de vaches et de chèvres pour le compte de propriétaires et ceux-ci réglaient leurs affaires sous un grand chêne.
Roure pourrait aussi venir du libyque "Arur" signifiant 'dos' ou 'versant', et qui serait une indication géographique du village. La région d'Azur ayant connu la présence des Libyens, Numides puis Maures pendant des millénaires.

## Histoire
Le fief appartient à la famille de Thorame-Glandèves.
Le fief est ensuite acheté, vers 1340, par François Caïs, jurisconsulte à Nice. Le fief et son château sont convoités par Barnabé Grimaldi de Bueil car ils sont une enclave dans ses terres. Guillaume et Barnabé Grimaldi, fils d'Andaron Grimaldi devenu seigneur de Beuil par son mariage avec Astruge Rostang, demandent alors l'hommage à François Caïs. Barnabé n'ayant pas obtenu cet hommage, il attaque le château, mais est blessé par le fils de François Caïs, Bertrand. Remis de ses blessures, Barnabé Grimaldi réussit à prendre le château avec l'aide de sa parentèle, des habitants de Roure. Pour se venger, il tranche le poignet droit de Bertrand Caïs et lui crève les deux yeux avant de le laisser mourir, en 1353. La reine Jeanne condamne Barnabé de Grimaldi et les habitants à payer 2 000 florins d'or. Mais le fief reste aux mains des Grimaldi de Bueil. Les autres parts du fief qui appartenaient à Pierre Balbi, seigneur de Valdeblore, de Marie, de Rimplas, de Saint-Sauveur, ont été confisquées et données à Jean Grimaldi de Bueil, en 1384. Les deux fils de Barnabé, Jean et Louis, ont été les acteurs principaux de la dédition de Nice à la Savoie, en 1388. Auparavant, le village est confisqué en juin 1385 aux Grimaldi pour être donné à un fidèle de la cause angevine, Pierre Balbi, seigneur de Tende.
Le fief a appartenu aux Grimaldi de Bueil jusqu'à l'exécution d'Annibal Grimaldi, en 1621. Le château est alors détruit et le fief donné à la famille piémontaise Allbrione.
Depuis toujours, l'isolement du village obligea ses habitants à vivre en autarcie ne descendant de la montagne qu'à pied ou à dos de mulet. La route ne fut créée qu'après la Seconde Guerre mondiale, cependant en 1927 les habitants mettent en place un câble de 1 850 m de long porteur de wagonnets en bois et actionné par un moteur électrique. Il fonctionna jusqu'en 1962 permettant d'assurer la descente de la production (lait, fromages et farine) et de remonter les provisions et le courrier. La route d'accès n'est arrivée à Roure qu'en 1933.  Le tronçon menant à la chapelle Saint-Sébastien date de 1968.

## Politique et administration

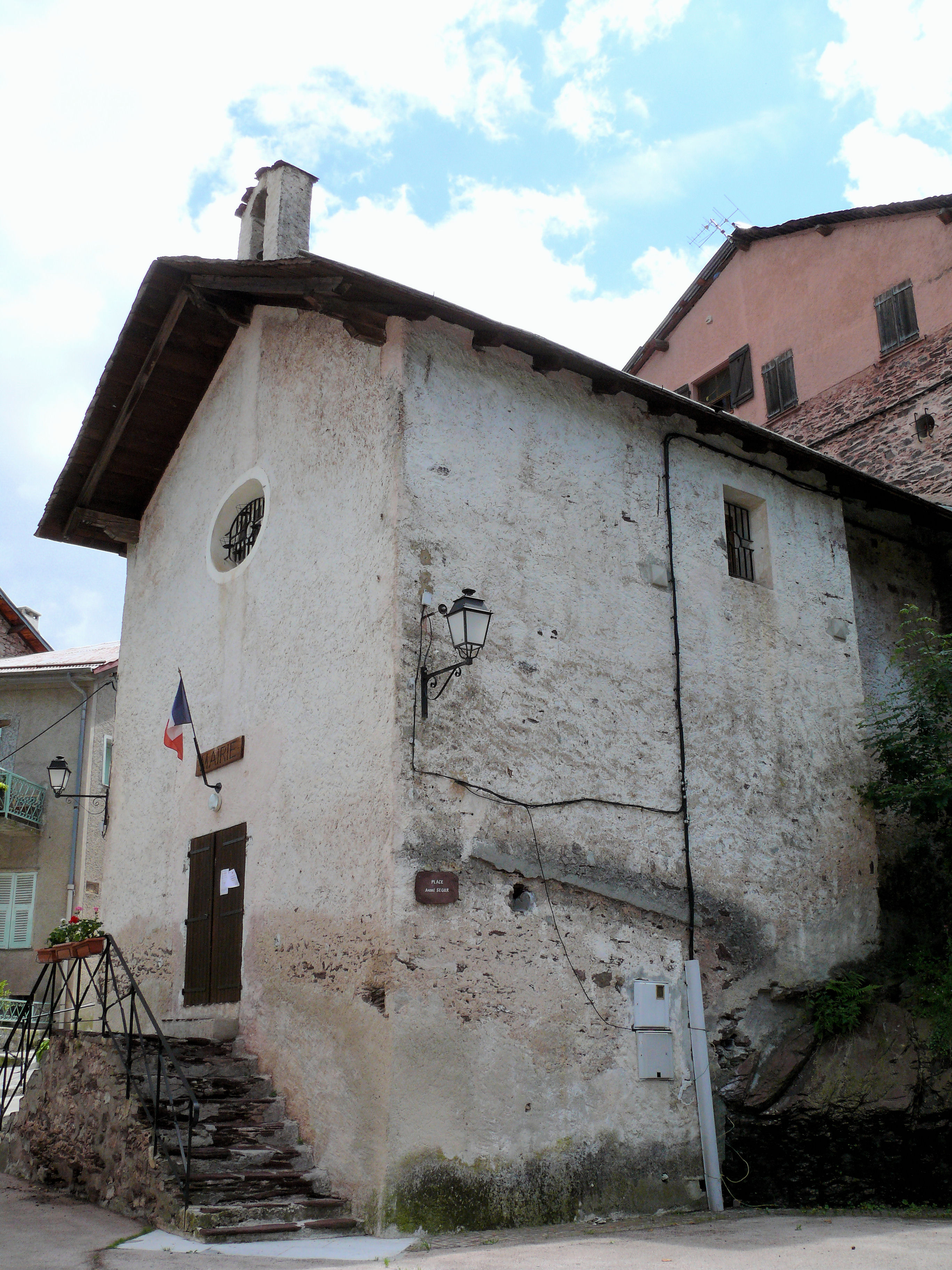
La mairie.

### Rattachements administratifs et électoraux

#### Rattachements administratifs
La commune se trouve depuis 1926 dans l'arrondissement de Nice du département des Alpes-Maritimes.
Elle faisait partie depuis l'Annexion du comté de Nice à la France en 1860 du canton de Saint-Sauveur-sur-Tinée. Dans le cadre du redécoupage cantonal de 2014 en France, cette circonscription administrative territoriale a disparu, et le canton n'est plus qu'une circonscription électorale.

#### Rattachements électoraux
Pour les élections départementales, la commune fait partie depuis 2014 du canton de Tourrette-Levens
Pour l'élection des députés, elle fait partie de la cinquième circonscription des Alpes-Maritimes.

### Intercommunalité
Roure était membre de la communauté de communes de la Tinée, un établissement public de coopération intercommunale (EPCI) à fiscalité propre créé fin 1999 et auquel la commune avait transféré un certain nombre de ses compétences, dans les conditions déterminées par le code général des collectivités territoriales.
Dans le cadre des dispositions de  la loi no 2010-1563 du 16 décembre 2010 de réforme des collectivités territoriales qui offre la possibilité à des territoires de plus de 500 000 habitants de s'organiser sous une forme plus intégrée que les intercommunalités existantes jusqu'alors, cette intercommunalité a fusionné avec ses voisines et la communauté urbaine Nice Côte d'Azur pour former, le 1er janvier 2017, la Métropole Nice Côte d'Azur, dont est désormais membre la commune.

### Liste des maires
| Période                                  | Période                        | Identité          | Étiquette | Qualité                 |
| ---------------------------------------- | ------------------------------ | ----------------- | --------- | ----------------------- |
| Les données manquantes sont à compléter. |                                |                   |           |                         |
| mars 2001                                | mars 2008                      | Jean-Paul Blanc   |           |                         |
| mars 2008                                | mai 2020                       | René Clinchard    | DVG       | retraité commercial GDF |
| mai 2020                                 | juin 2023                      | Jean-Claude Linck |           | Démissionnaire          |
| juin 2023                                | En cours (au 18 décembre 2023) | Yanne Souchet     |           | Aide-soignante salarié  |

### Finances communales
En 2019, le budget de la commune était constitué ainsi :
- total des produits de fonctionnement : 346 000 €, soit 1 715 € par habitant ;
- total des charges de fonctionnement : 407 000 €, soit 2 013 € par habitant ;
- total des ressources d'investissement : 404 000 €, soit 1 999 € par habitant ;
- total des emplois d'investissement : 286 000 €, soit 1 415 € par habitant ;
- endettement : 63 000 €, soit 310 € par habitant.

Avec les taux de fiscalité suivants :
- taxe d'habitation : 8,79 % ;
- taxe foncière sur les propriétés bâties : 24,89 % ;
- taxe foncière sur les propriétés non bâties : 45,54 % ;
- taxe additionnelle à la taxe foncière sur les propriétés non bâties : 0,00 % ;
- cotisation foncière des entreprises : 0,00 %.

Chiffres clés en 2017.

## Équipements et services publics

### Eau et déchets
Roure dispose d'une station d'épuration d'une capacité de 250 équivalent-habitants.

### Enseignement
Établissements d'enseignements :
- Écoles maternelles et primaires à Saint-Sauveur-sur-Tinée, Valdeblore,
- Collège à Saint-Sauveur-sur-Tinée,
- Lycée à Valdeblore.

### Santé
Professionnels et établissements de santé :
- Médecins à Saint-Sauveur-sur-Tinée, Isola,
- Pharmacies à Isola, Saint-Martin-Vésubie,
- Hôpitaux à Saint-Martin-Vésubie, Villars-sur-Var.
- cabinet médical sur place, médecin, ostéopathe, pédicure…

## Population et société

### Démographie

#### Évolution démographique
L'évolution du nombre d'habitants est connue à travers les recensements de la population effectués dans la commune depuis 1793. Pour les communes de moins de 10 000 habitants, une enquête de recensement portant sur toute la population est réalisée tous les cinq ans, les populations de référence des années intermédiaires étant quant à elles estimées par interpolation ou extrapolation. Pour la commune, le premier recensement exhaustif entrant dans le cadre du nouveau dispositif a été réalisé en 2004.

En 2022, la commune comptait 111 habitants, en évolution de −44,5 % par rapport à 2016 (Alpes-Maritimes : +2,85 %, France hors Mayotte : +2,11 %).
| 1793 | 1800 | 1806 | 1822 | 1838 | 1848 | 1858 | 1861 | 1866 |
| ---- | ---- | ---- | ---- | ---- | ---- | ---- | ---- | ---- |
| 652  | 434  | 540  | 577  | 646  | 692  | 572  | 592  | 570  |

| 1872 | 1876 | 1881 | 1886 | 1891 | 1896 | 1901 | 1906 | 1911 |
| ---- | ---- | ---- | ---- | ---- | ---- | ---- | ---- | ---- |
| 440  | 478  | 558  | 504  | 502  | 535  | 517  | 510  | 507  |

| 1921 | 1926 | 1931 | 1936 | 1946 | 1954 | 1962 | 1968 | 1975 |
| ---- | ---- | ---- | ---- | ---- | ---- | ---- | ---- | ---- |
| 263  | 222  | 203  | 194  | 167  | 247  | 145  | 148  | 71   |

| 1982 | 1990 | 1999 | 2004 | 2006 | 2009 | 2014 | 2019 | 2022 |
| ---- | ---- | ---- | ---- | ---- | ---- | ---- | ---- | ---- |
| 112  | 147  | 167  | 195  | 198  | 216  | 202  | 119  | 111  |

### Cultes
- Culte catholique, Paroisse Notre-Dame de la Tinée[36], Diocèse de Nice.

## Économie

### Entreprises et commerces

#### Agriculture
- Vacherie du Tréous[37].

#### Tourisme
- Gîte d'étape communal[38].
- Chambres d'hôtes.
- Refuge de Longon[39].
- Le Robur[40], restaurant gastronomique qui s'est vu attribuer une étoile Michelin en mars 2014 avant de changer de gérant, depuis l'auberge est tenu par la cheffe Déborah Georges.

#### Commerces et services
- Le village de Roure disposait d'une boulangerie qui était ouverte tous les samedis soir (pour la traditionnelle pizza) et dimanches matin, fermé depuis décembre 2020
- Buvette Communale, Le café intergénérationnel[41], ouvert pendant la période estival (juillet/aout).
- La commune dispose de services de proximité[42].

## Culture locale et patrimoine

### Lieux et monuments
La commune possède deux bâtiments inscrits sur l'inventaire supplémentaire des monuments historiques.
- L'église Saint-Laurent[43], de style romano-gothique, abrite un retable de François Bréa sur le thème de l'« Assomption de la Vierge » datant de 1560[44]. Sa façade à niches est de style classique piémontais et son clocher est de style roman[45].

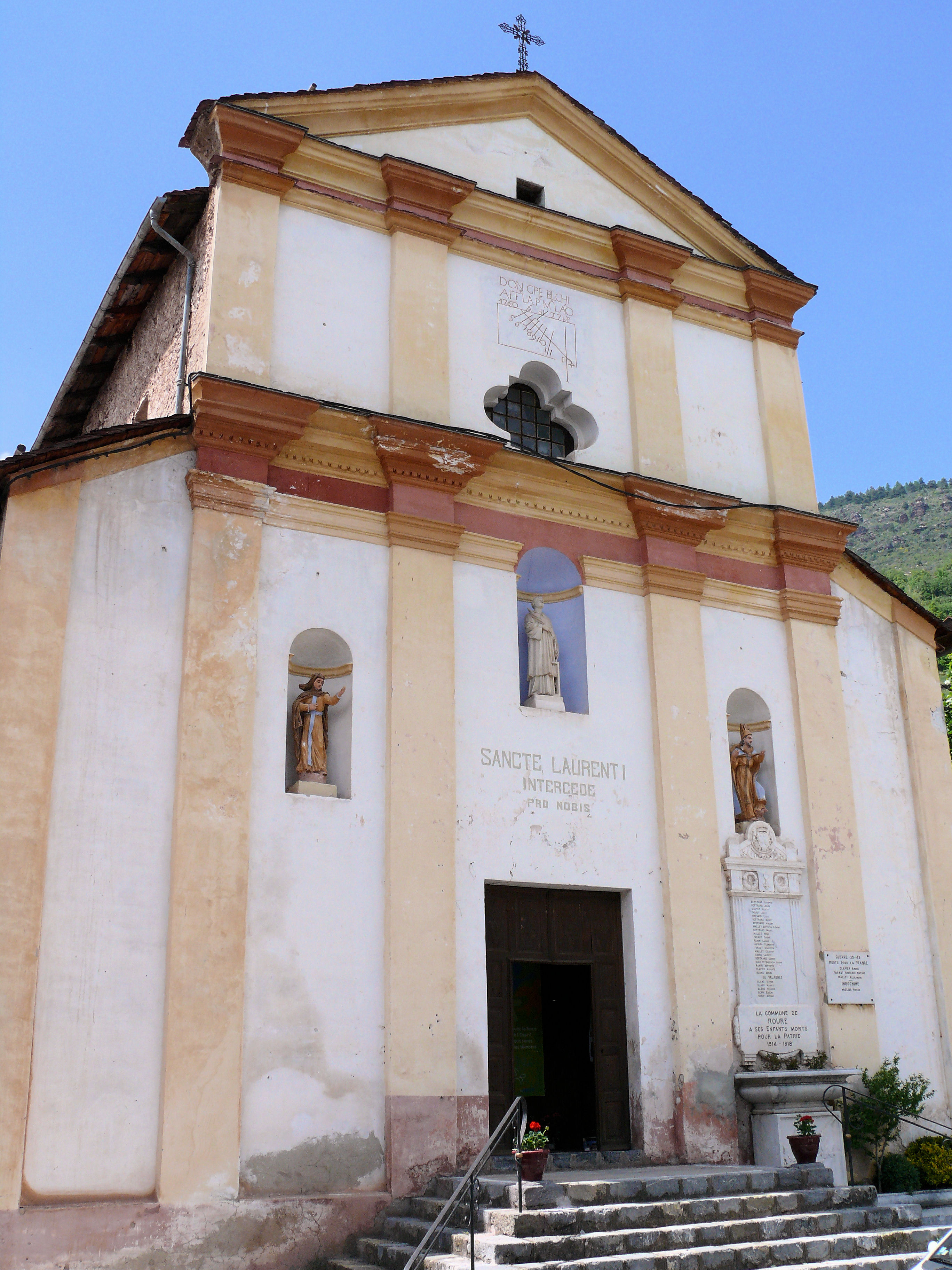
Façade de l'église Saint-Laurent.
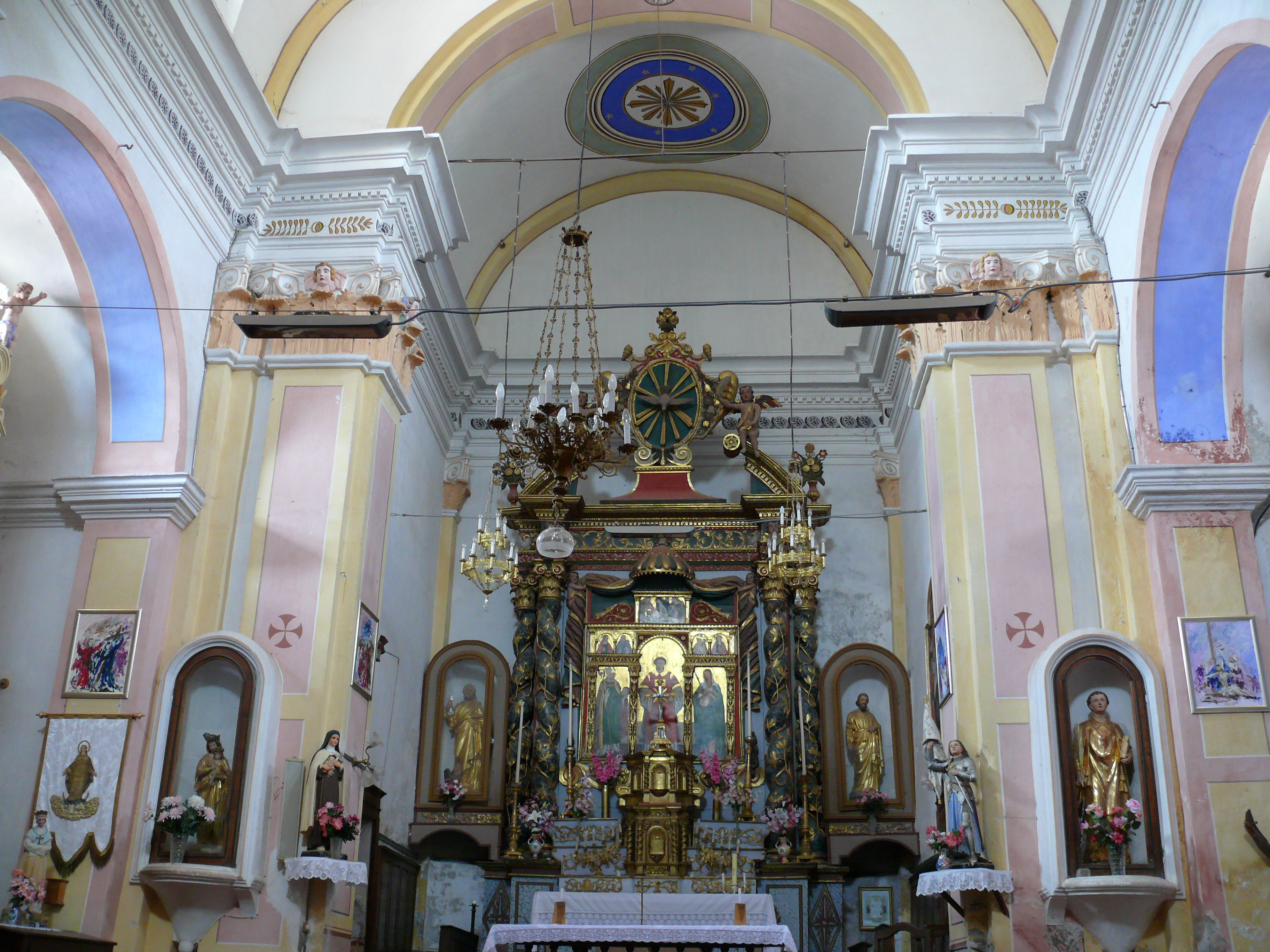
Le chœur de l'église avec le retable de saint Laurent attribué à Andrea de Cella[46].
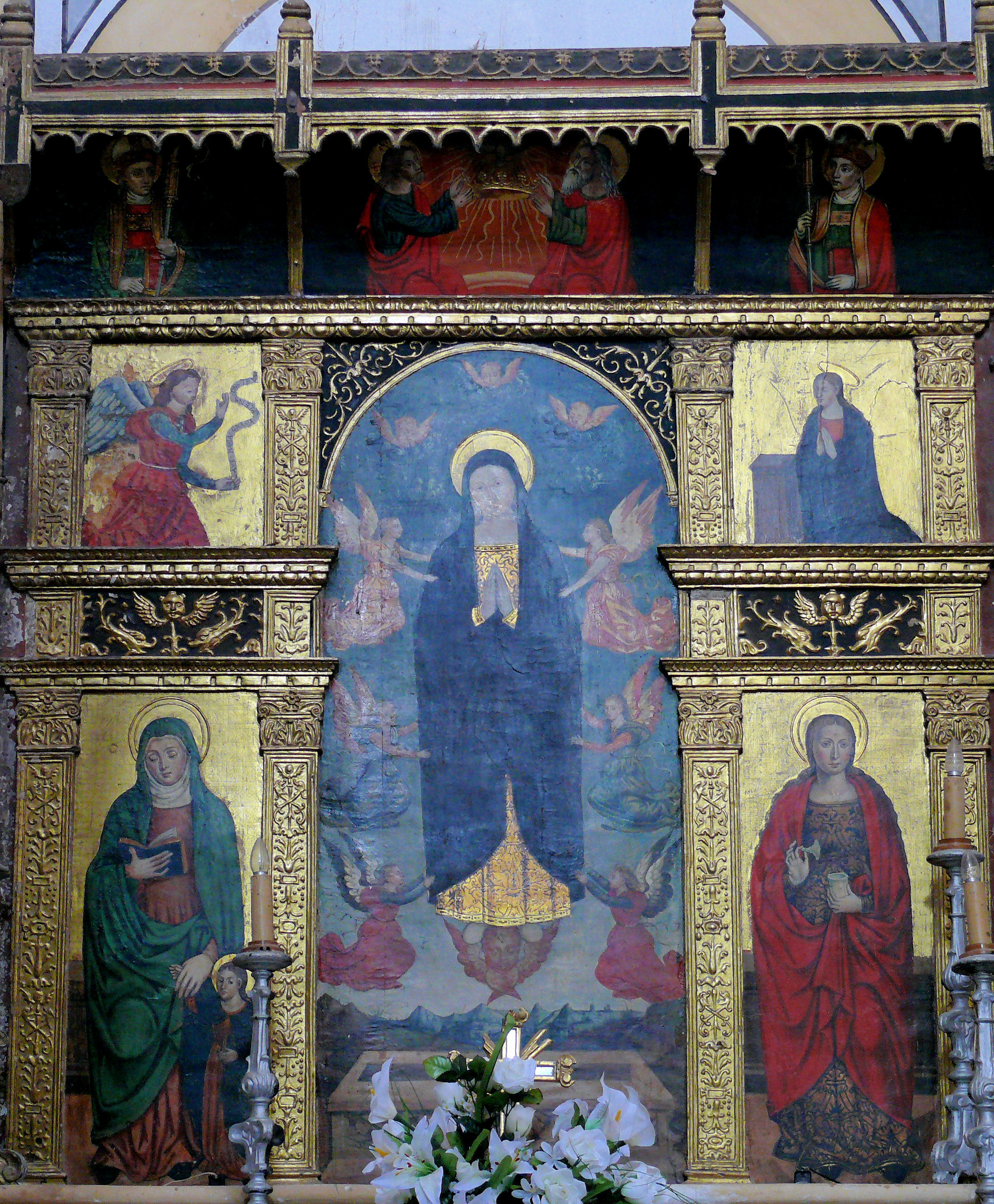
Le retable de l'Assomption attribué à François Bréa.
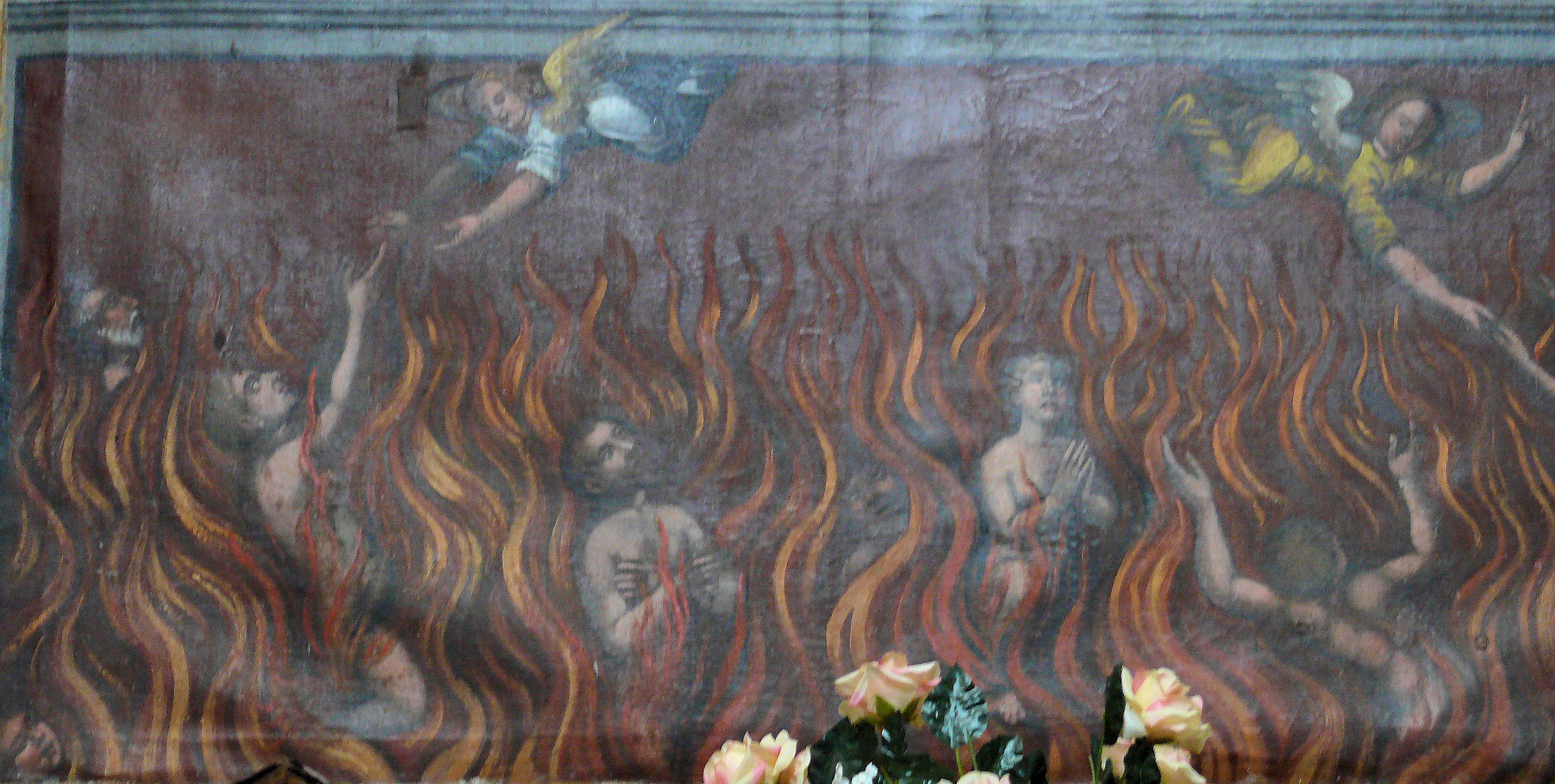
Peinture représentant les anges sauvant les âmes du Purgatoire.

- La chapelle Saint-Sébastien[47] a été construite pour conjurer le danger de la peste de 1510 à 400 m à la sortie du village. Elle est décorée de fresques naïves du peintre Andrea de Cella[48]. Les fresques murales comprennent six panneaux consacrés à la vie de saint Bernard de Menthon et six autres, en vis-à-vis, racontant des épisodes de la vie de saint Sébastien. Sur le mur du fond, on peut voir, au sommet, le Christ sortant du tombeau, en dessous, au milieu, saint Bernard de Menthon tient le diable enchaîné. À sa gauche est représenté saint Sébastien percé de flèches et, côté opposé, saint Roch tenant un bourdon de pèlerin et montrant la plaie de sa cuisse qui est un stigmate de la peste pour la guérison de laquelle on l’invoquait[49].

Une des particularités de la chapelle est la fresque dite des « Vices ». Elle a été commandée par les villageois dans un but moralisateur pour rappeler le châtiment réservé aux personnes ayant fauté par la chair. Cette fresque a probablement été voulue par la communauté villageoise à la suite du péché de chair commis 83 ans plus tôt entre l’abbé Pierre Blanqui et Delphine, femme de Jean Bovis.
À l'extérieur, un bénitier à tête sculptée.

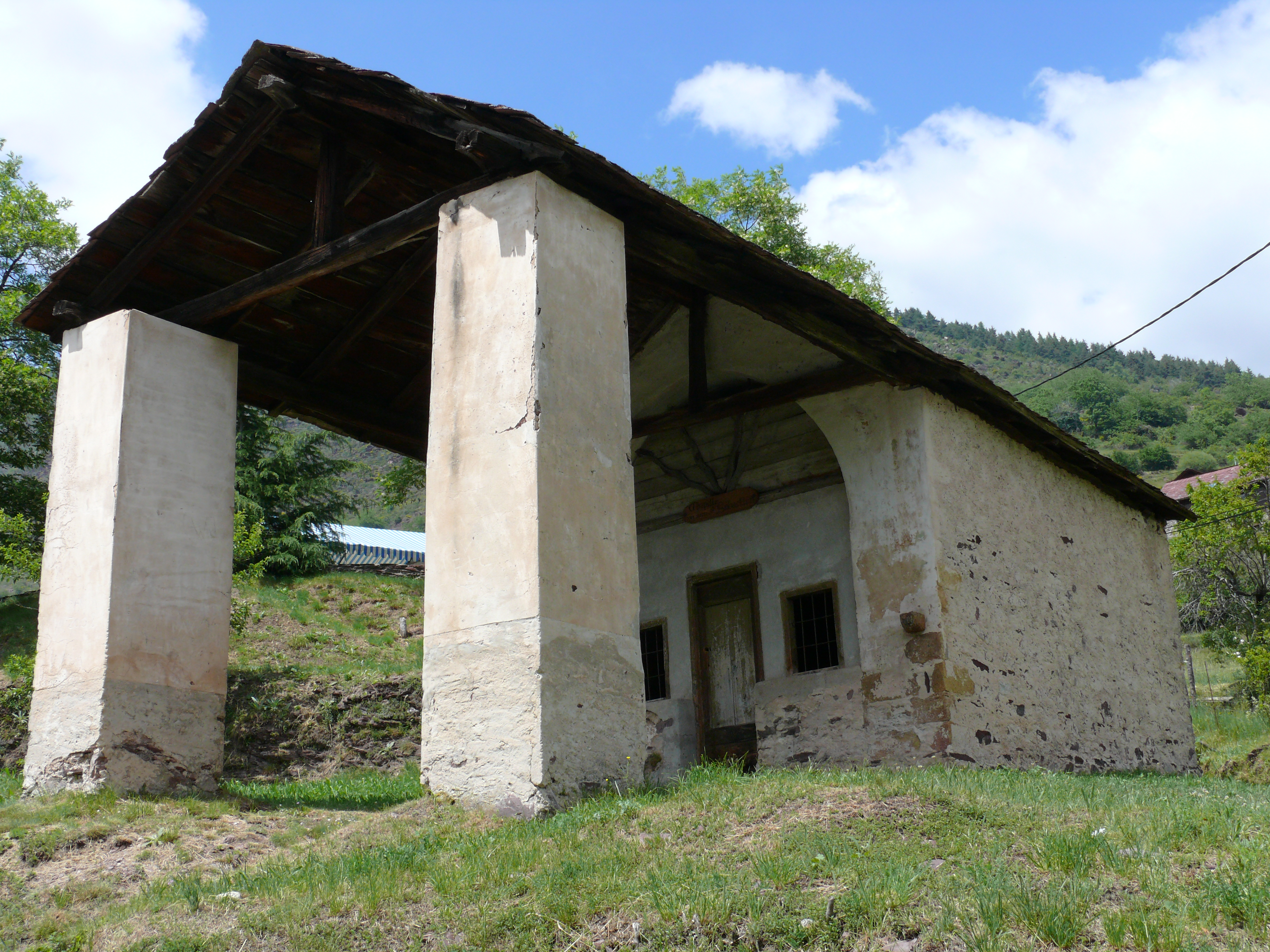
Chapelle Saint-Sébastien-et-Saint-Bernard.
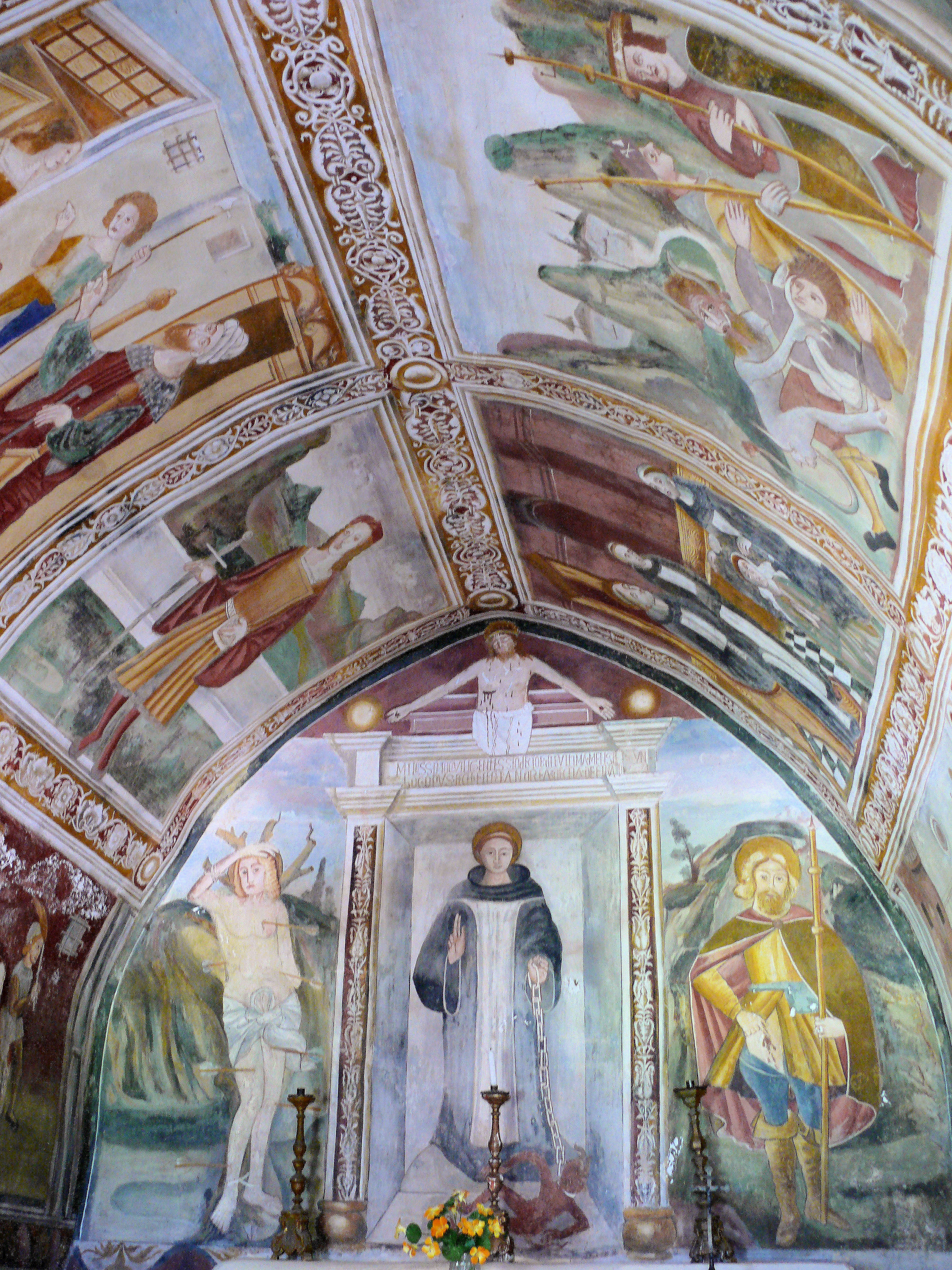
Fresques d’Andrea de Cella.
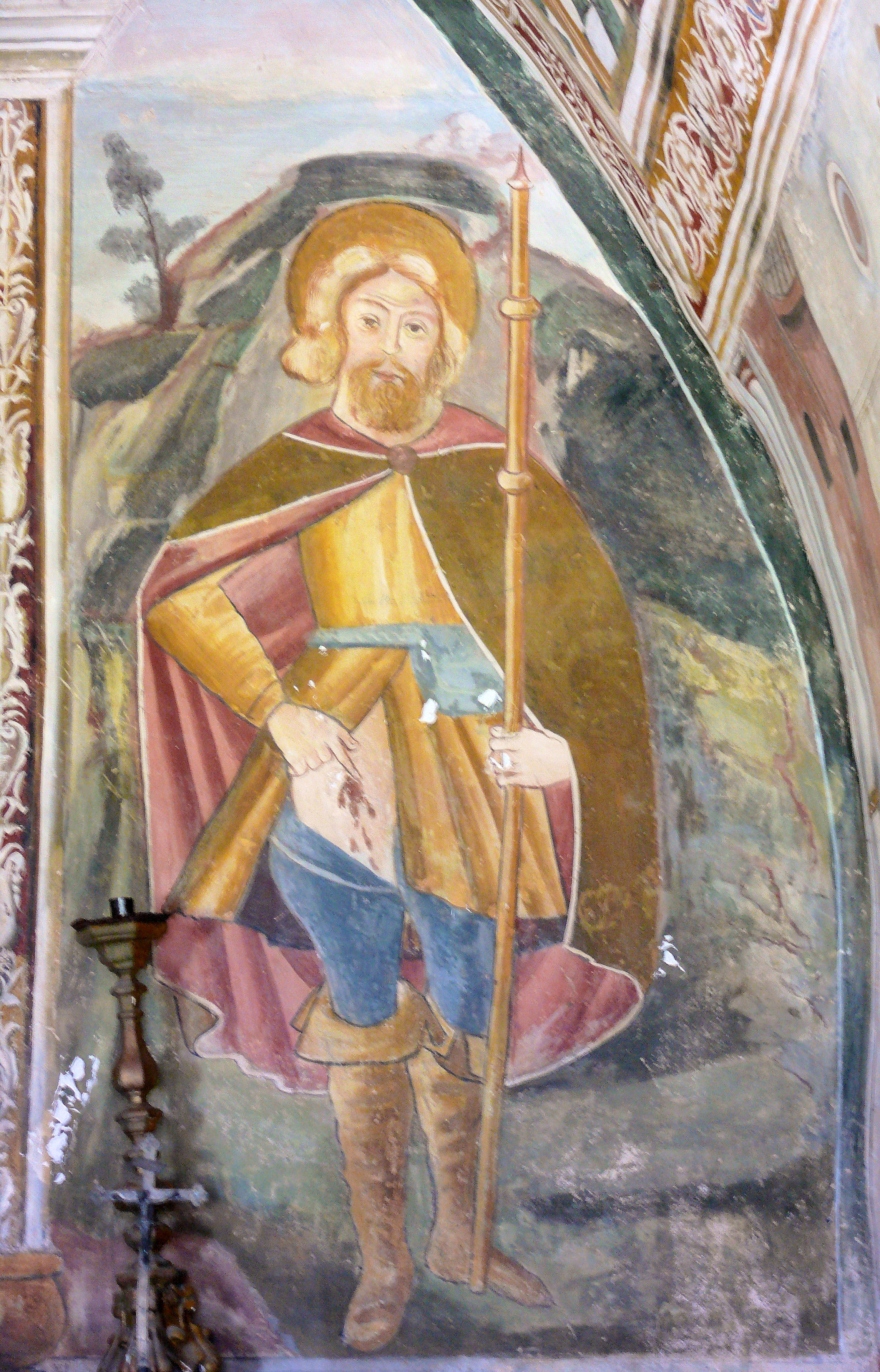
Représen- tation de saint Roch.
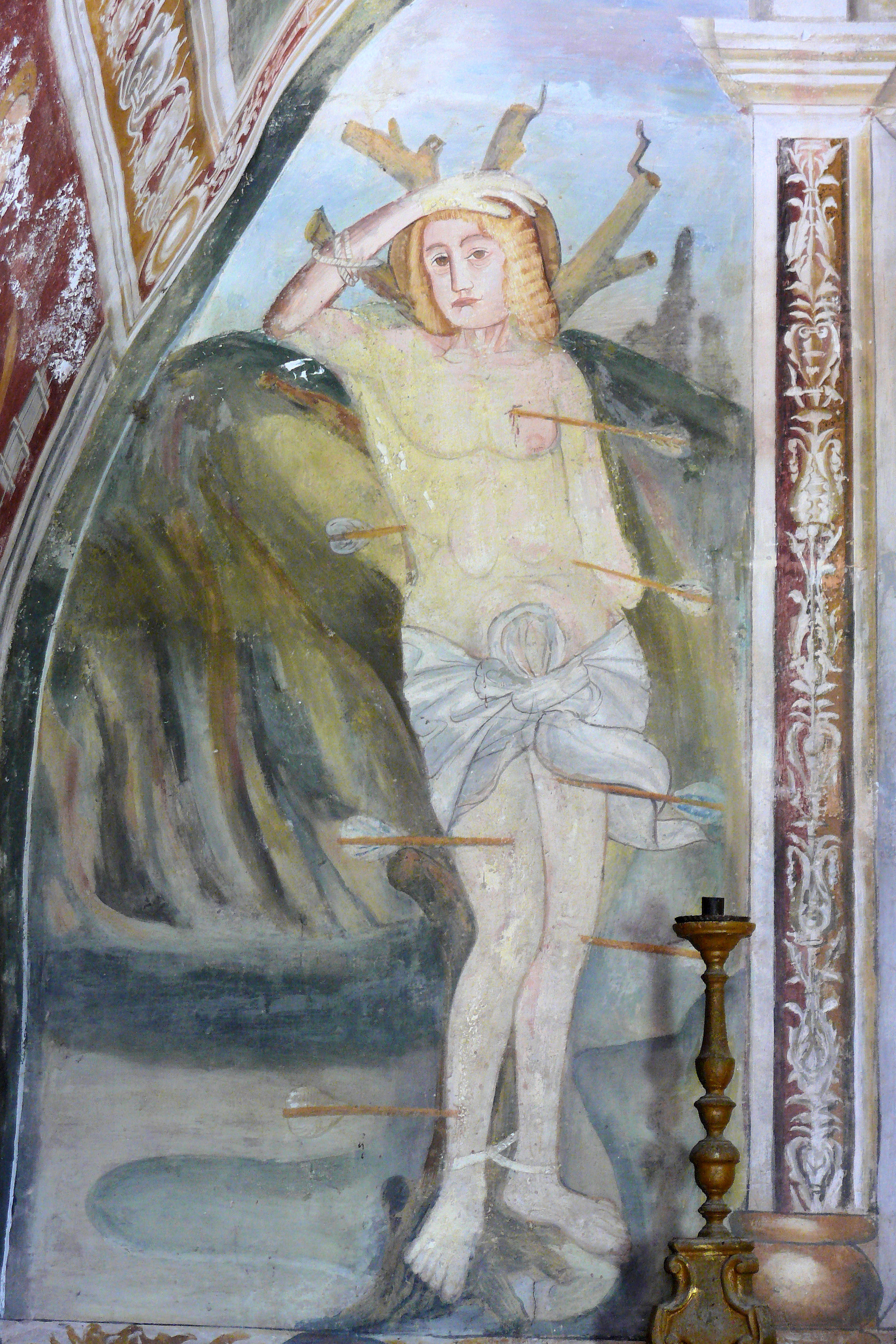
Fresque.
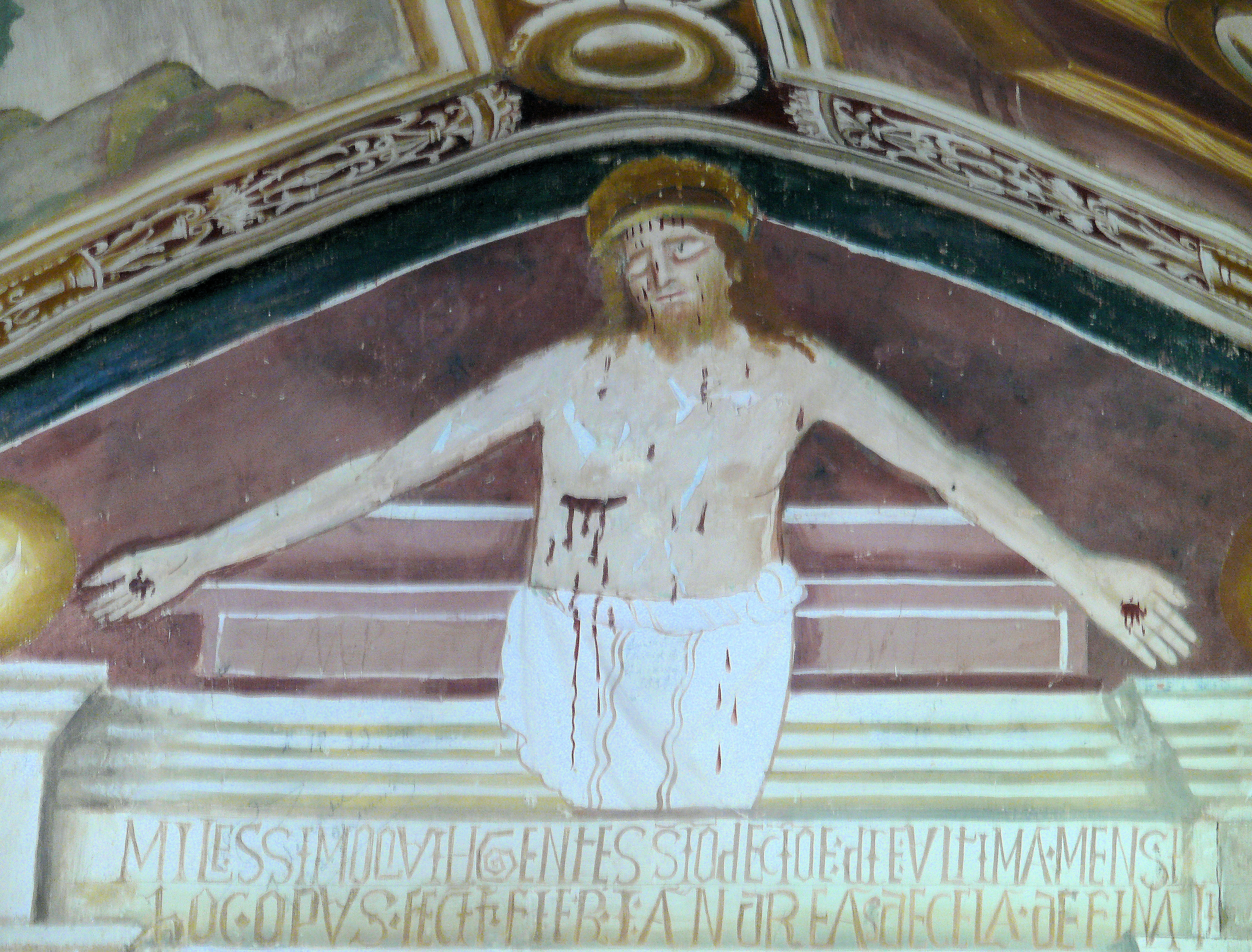
Christ de Pitié.

Le patrimoine de la commune présente également plusieurs lieux et monuments :
Patrimoine religieux :

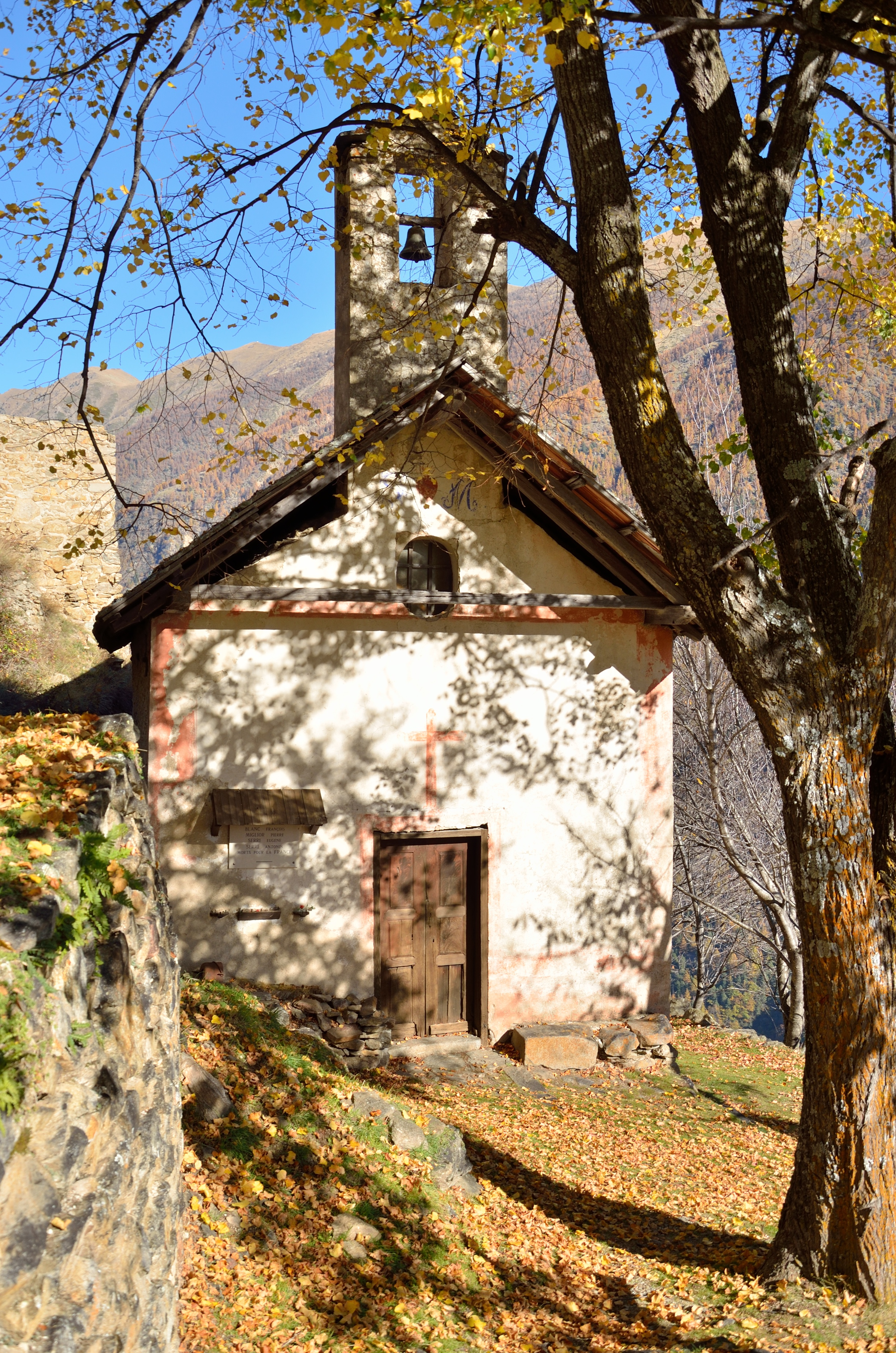
Église de Valabres.

- l'église Notre-Dame-des-Neiges, du XVIe siècle au hameau de Valabres[51] ;
- la chapelle Saint-Pierre des Pénitents Blancs[52], construite au XVIIIe siècle, transformée en mairie ;
- la chapelle Notre-Dame-des-Grâces[53], ou de la Madone, datant du XVe siècle située à l'entrée du village ;
- la chapelle Sainte-Anne du XVIIe siècle au hameau de Tiecs[54] (la chapelle porte le nom de Saint-Hospice au XVIIIe siècle[55]) ;
- le monument aux morts[56].

Autres patrimoines :
- le four communal[57], en service le week-end ;
- le moulin[58] à farine et à huile[59], qui est, de par sa double fonction, unique en son genre dans les Alpes-Maritimes. Il a été restauré par l'Association 3PR, pour le patrimoine Roure[60] ;
- le vieux lavoir à trois arches ;
- les murs et linteaux[61] ;
- le castel, ancienne maison forte démantelée en 1621 ;
- l'arboretum Marcel Kroenlein sur quinze hectares entre 1 280 et 1 700 m d'altitude. On y trouve des collections de conifères, de joubarbes, d'érables, de genévriers et de rosiers. Des sculptures y sont présentées[62] ;
- le plateau de Longon - traversé par le GR 5 - et son refuge, surplombé par les monts Gravières (2 331 m) et Autcellier ;
- les blockhaus de Valabres principal et annexe, construits entre 1931 et 1935 face au centre de résistance de Rimplas[63] ;
- au hameau de Tiecs : le menhir ou Peira, monolithe en grès rose de 2,27 mètres de haut, découvert en 1969 par P. Bodard.

## Héraldique
| Blason de Roure (Alpes-Maritimes) | Blason  | D’argent au chêne rouvre arraché de sinople, englanté d’or posé sur un mont escarpé de pourpre et devise. Devise / CriE saxo robur |
| Blason de Roure (Alpes-Maritimes) | Détails | Le statut officiel du blason reste à déterminer.                                                                                   |